# Myristica philippensis
Myristica philippensis är en tvåhjärtbladig växtart som beskrevs av Jean-Baptiste de Lamarck. Myristica philippensis ingår i släktet Myristica och familjen Myristicaceae. Inga underarter finns listade i Catalogue of Life.